# Třída Bussard
Třída Bussard byla lodní třída malých nechráněných křižníků Kaiserliche Marine. Celkem bylo postaveno šest jednotek této třídy. Do služby byly přijaty v letech 1890–1895. Čtyři byly ve službě ještě na počátku první světové války. Křižník Cormoran potopila v září 1914 v Čching-tao vlastní posádka a Seeadler roku 1917 zničl výbuch uskladněných min. Křižník Geier byl na počátku války internován v Honolulu a v roce 1917 se stal jedinou válečnou lodí německého námořnictva, za první světové války zajatou Spojenými státy americkými.

## Stavba
Křižníky této třídy byly navrženy pro službu v německých koloniích. Celkem bylo postaveno šest jednotek této třídy. Rozdělit je lze do tří skupin. První tvoří křižníky Bussard a Falke, dokončené v letech 1890–1891, druhou křižníky Seeadler, Condor a Cormoran, dokončené v letech 1892–1893 a poslední Geier z roku 1895. Do jejich stavby se zapojily loděnice Kaiserliche Werft Danzig v Danzigu, Kaiserliche Werft Kiel v Kielu, Blohm & Voss v Hamburku a Kaiserliche Werft Wilhelmshaven ve Wilhelmshavenu.
Jednotky třídy Bussard:
| Jméno                     | Loděnice                        | Založení kýlu | Spuštěna        | Vstup do služby   | Status |
| ------------------------- | ------------------------------- | ------------- | --------------- | ----------------- | --- |
| Bussard                   | Kaiserliche Werft Danzig        | 1888          | 23. ledna 1890  | 7. října 1890     | Vyřazen 1912. |
| Falke                     | Kaiserliche Werft Kiel          | 1890          | 4. dubna 1891   | 14. září 1891     | Vyřazen 1912. |
| Seeadler (ex Kaiseradler) | Kaiserliche Werft Danzig        | 18990         | 2. února 1892   | 27. června 1892   | Od roku 1914 dělový člun, později roku 1914 hulk. Dne 19. dubna 1917 jej potopil výbuch uskladněných min. |
| Condor                    | Blohm & Voss                    | 1891          | 23. února 1892  | 9. prosince 1892  | Od roku 1913 dělový člun, od roku 1916 hulk. |
| Cormoran                  | Kaiserliche Werft Danzig        | 1890          | 17. května 1892 | 25. července 1893 | Od roku 1913 dělový člun. Dne 28. září 1914 potopen vlastní posádkou v Čching-tao, aby jej nezajali Japonci. |
| Geier                     | Kaiserliche Werft Wilhelmshaven | 1893          | 18. října 1894  | 24. října 1895    | Dne 7. listopadu 1914 internován v Honolulu. Dne 6. dubna 1917 zajat a v září 1917 zařazen do služby jako USS Schurz. Dne 21. června 1918 se potopil u pobřeží Severní Karolíny po kolizi s plavidlem SS Florida. |

## Konstrukce

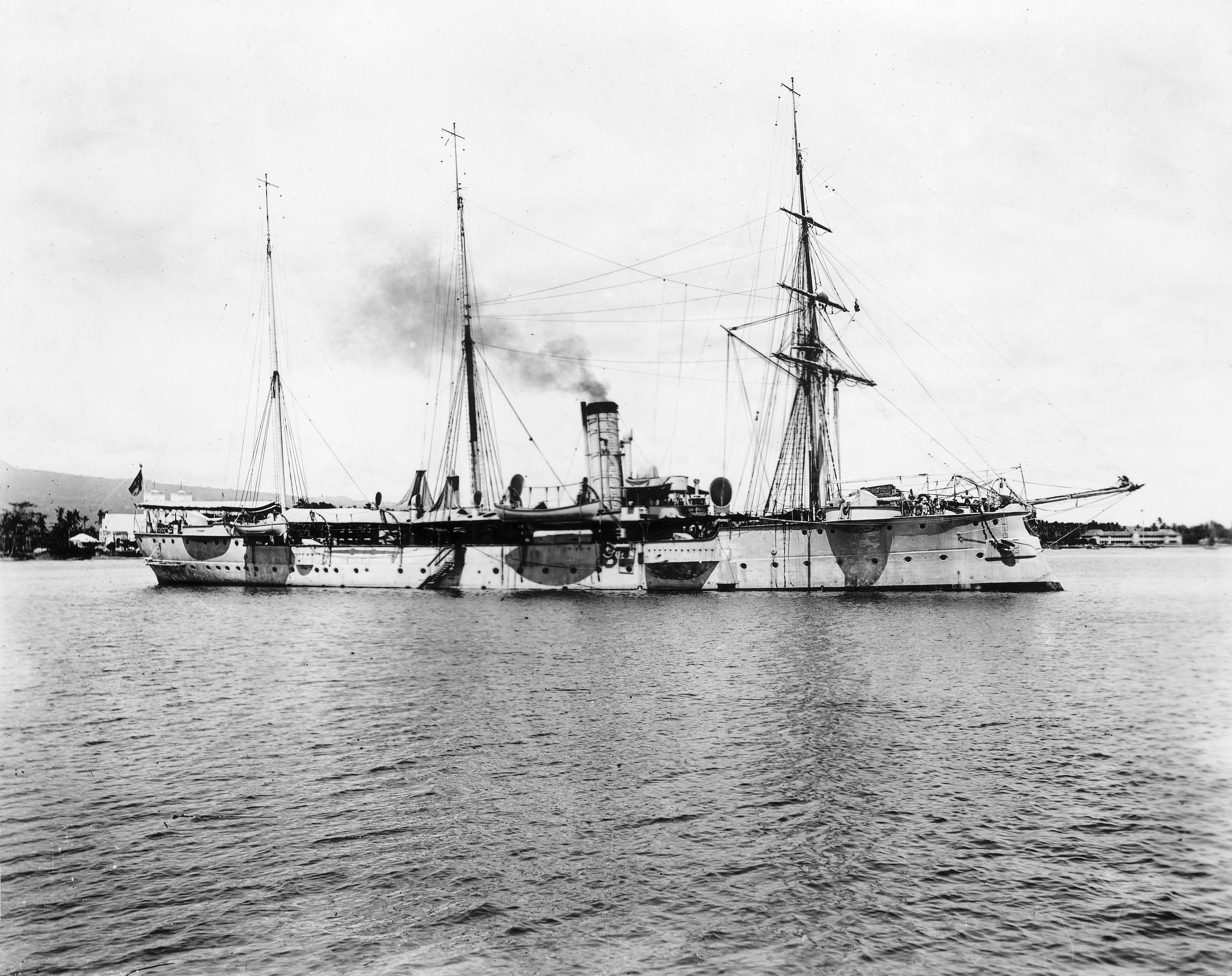
Falke

Křižníky Bussard a Falke nesly pomocné oplachtění (barkentina). Jejich dřevěný trup byl opatřen klounem. Nechránilo jej pancéřování. Výzbroj představovalo osm 105mm kanónů a dva 350mm torpédomety. Pohonný systém tvořily čtyři cylindrické kotle a dva parní stroje o výkonu 2800 hp, roztáčející dva lodní šrouby. Nejvyšší rychlost dosahovala 15,5 uzlu. Dosah byl 2880 námořních mil při rychlosti devět uzlů.

### Modifikace
Křižníky byly přestavěny, přičemž dostal zvětšený můstek a nové oplachtění. Seeadler byl přestavěn roku 1899, Bussard roku 1900, Cormoran roku 1908 a Geier roku 1909.